# لواء قصبة العقبة
لواء قصبة العقبة هو تقسم إداري ثاني يتبع محافظة العقبة جنوب الأردن، مركزه مدينة العقبة.  بلغ عدد سكانه في عام 2009 حوالي 108,440 نسمة.

## التقسيم الإداري
يُقسم هذا  اللواء إلى كل من الأقضية التالية:
- قضاء العقبة: يشكّل سكانه 103,110 نسمة، ويضم كل من البلدات والمناطق التالية: العقبة، الدرة، المزفر، تتن.
- قضاء وادي عربة: يشكّل سكانه 5,330 نسمة، ويضم كل من البلدات والمناطق التالية: الريشة، القريقرة، رحمة،  بئر مذكور قطر ، فينان ، غرندل، المقرح،  طابا.